# Квадроне, Джованни Батиста
Джованни Батиста Квадроне (итал. Giovanni Battista Quadrone; 5 января 1844, Мондови, Пьемонт — 23 ноября 1898, Турин) — итальянский художник-жанрист.

## Биография

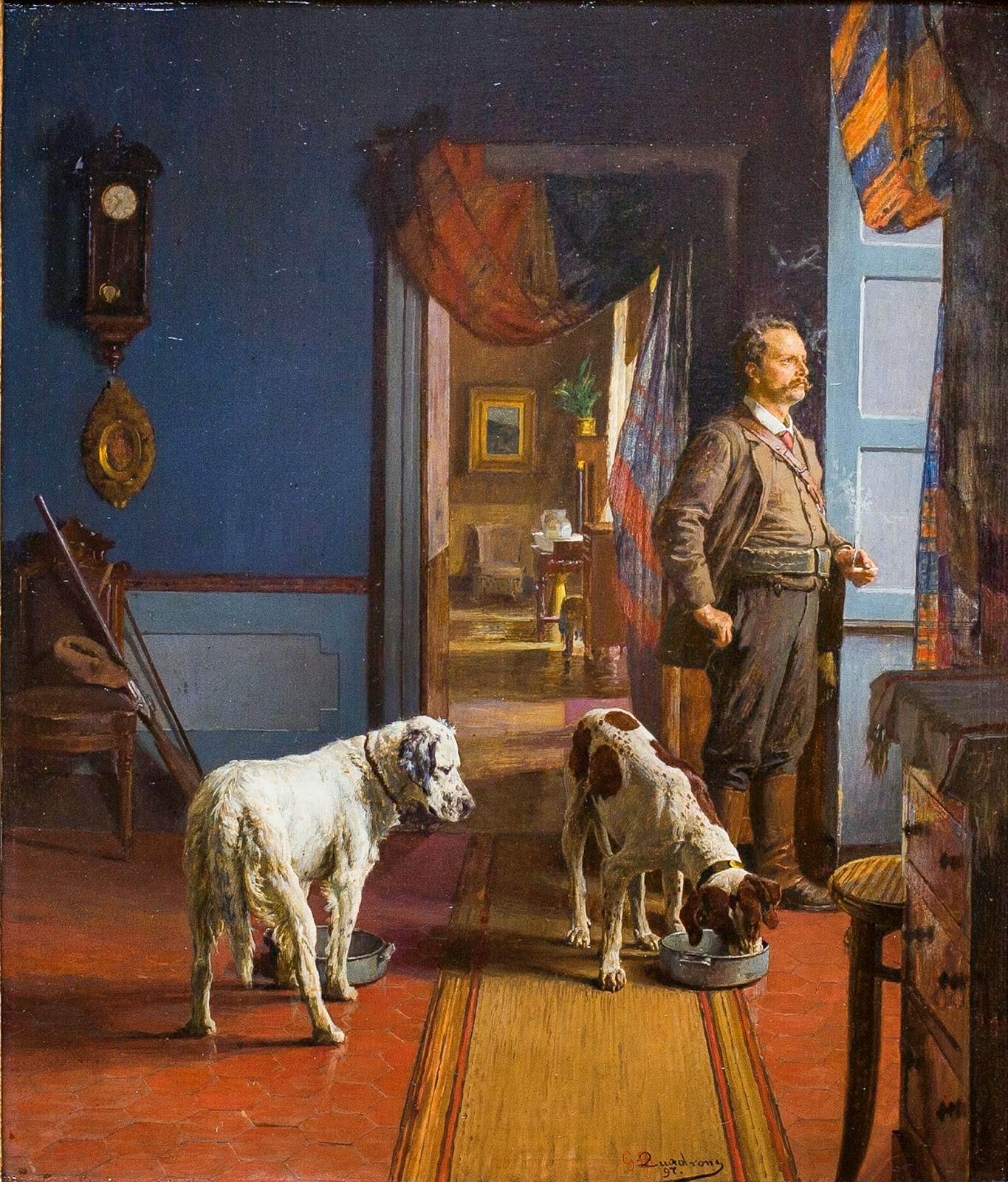
«Перед охотой», 1897, частное собрание

Родился в 1844 году в Турине в семье торговца. Семья поощряла увлечение сына искусством. Отчасти благодаря этому Квадроне смог поступить в Академию художеств Альбертина в родном Турине, где учился у Энрико Гамбы и Гаэтано Ферри, и выиграл академическую премию. В 1870 году Квадроне, для продолжения образования, отправился в Париж, где учился у  Жана Леона Жерома и познакомился с Джузеппе Де Ниттисом.
Завершив обучение, Квадроне вернулся в Турин, где работал, как самостоятельный художник. Он писал костюмные (исторические) и «простые» жанровые сцены, а также картины, посвящённые охоте, и сцены скачек. В 1880-е годы Квадроне часто посещал Сардинию: жизнь местных крестьян служила ему источником вдохновения для создания жанровых сцен. Со своей будущей женой он также познакомился на Сардинии.
При жизни Квадроне был весьма популярен в Италии, а критики называли его «Малым голландцем из Пьемонта» и «Итальянским Мейссонье». Художник регулярно отправлял свои работы на выставки в такие города, как Флоренция, Венеция и Милан; был награждён орденом Короны Италии. Однако, в дальнейшем творчество Квадроне было основательно забыто.
Скончался в 1898 году в Турине.

## Галерея

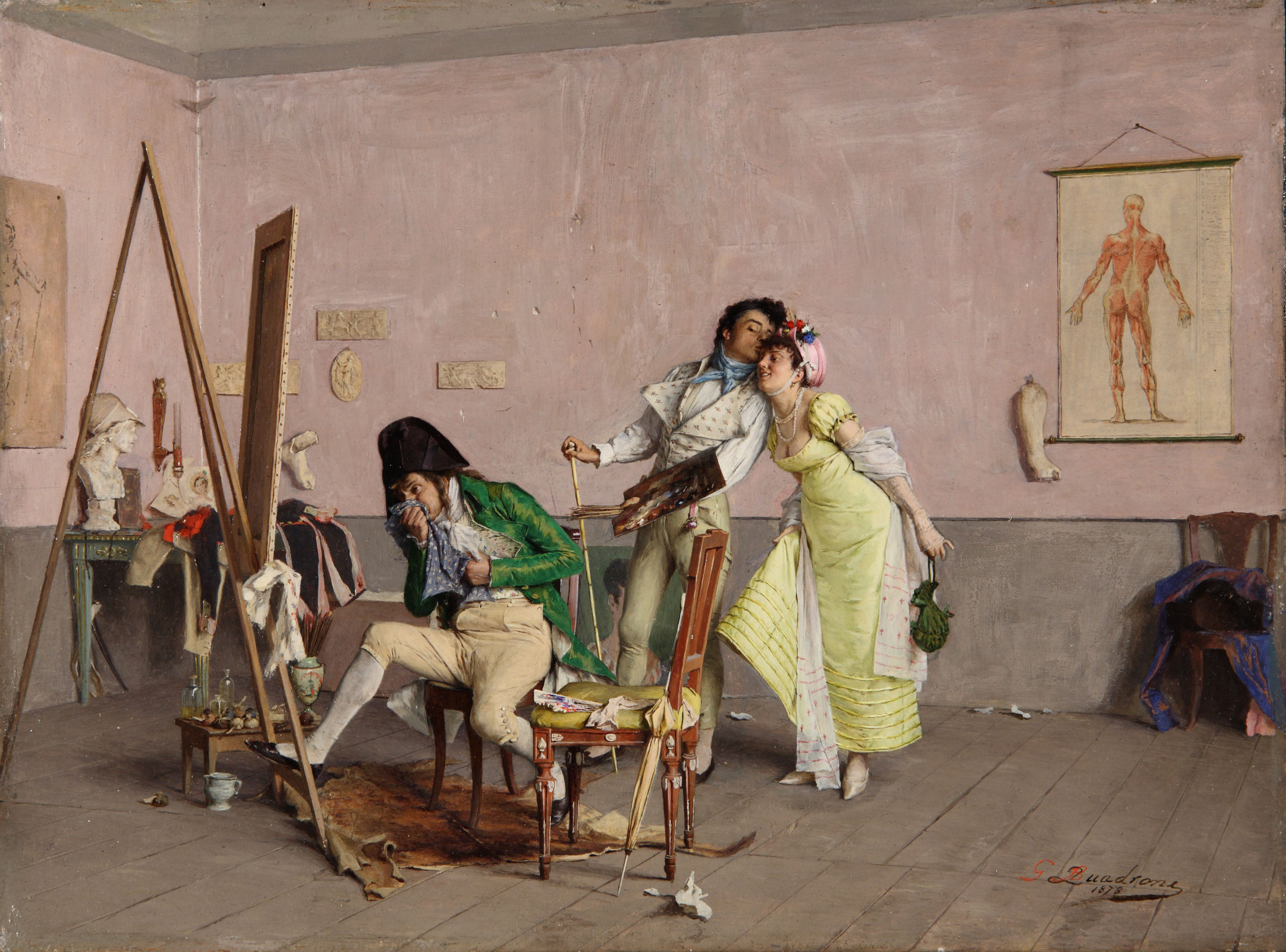
«Каждый случай хорош»
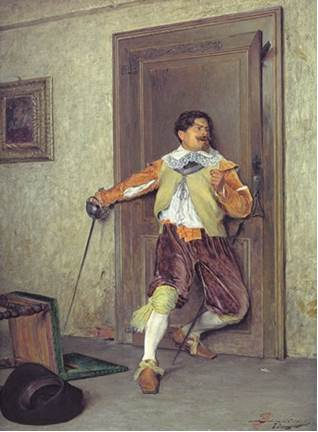
«Ты не пройдёшь»
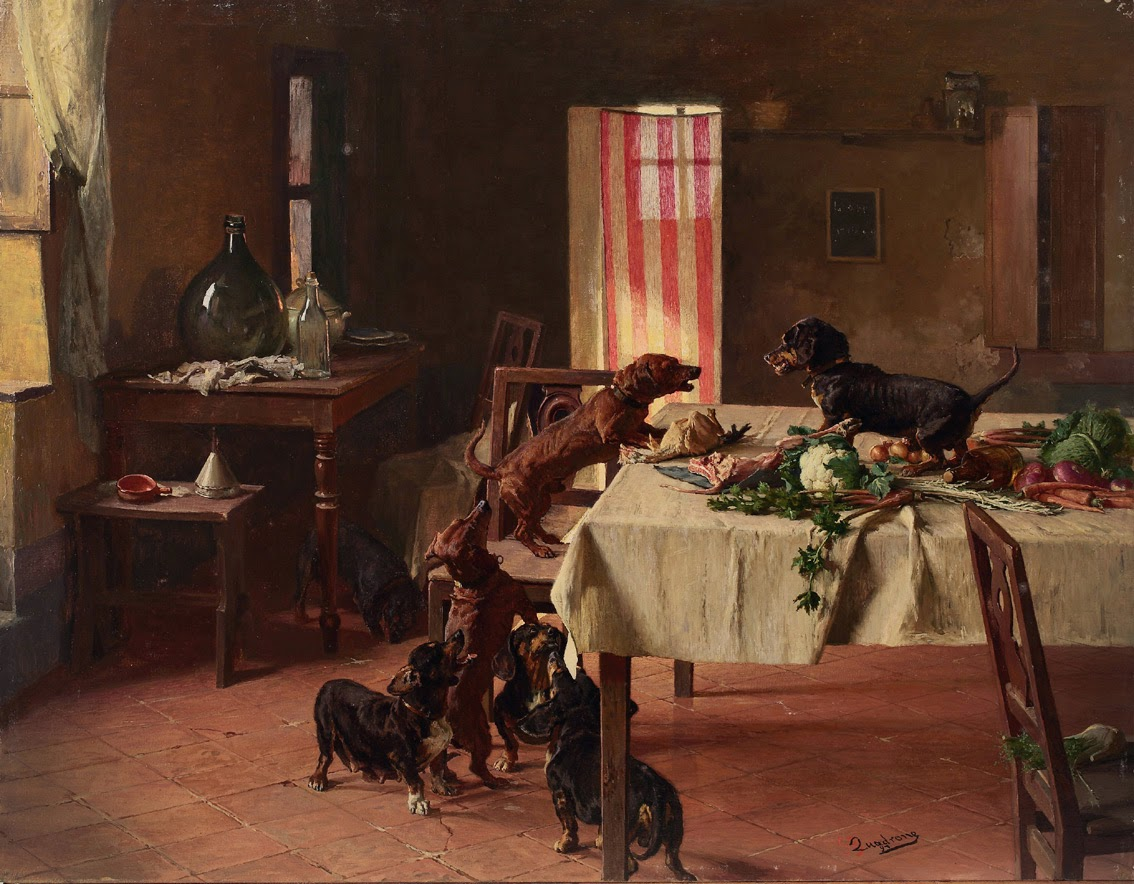
Таксы. Начало битвы.
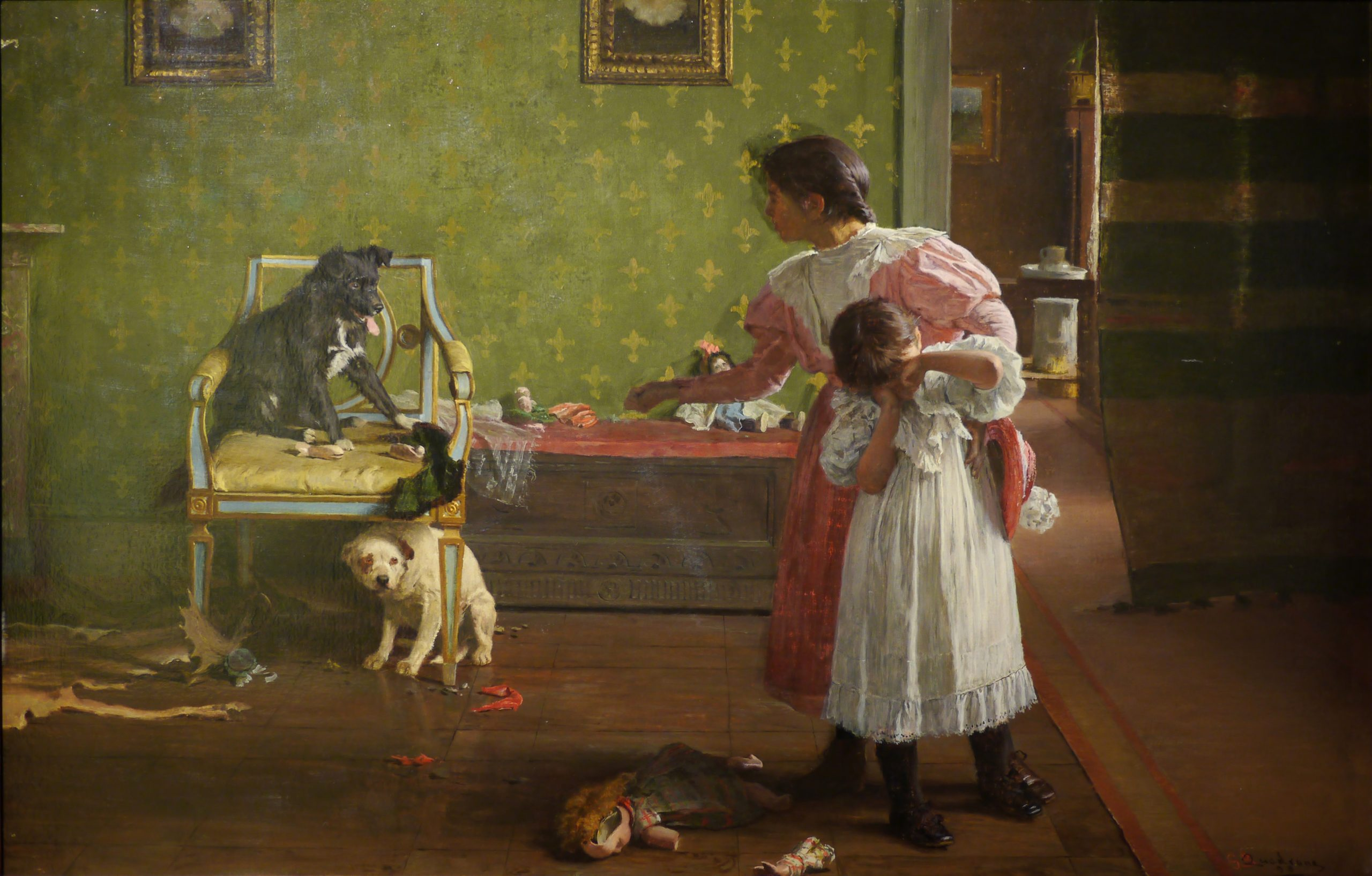
Кусачие собаки
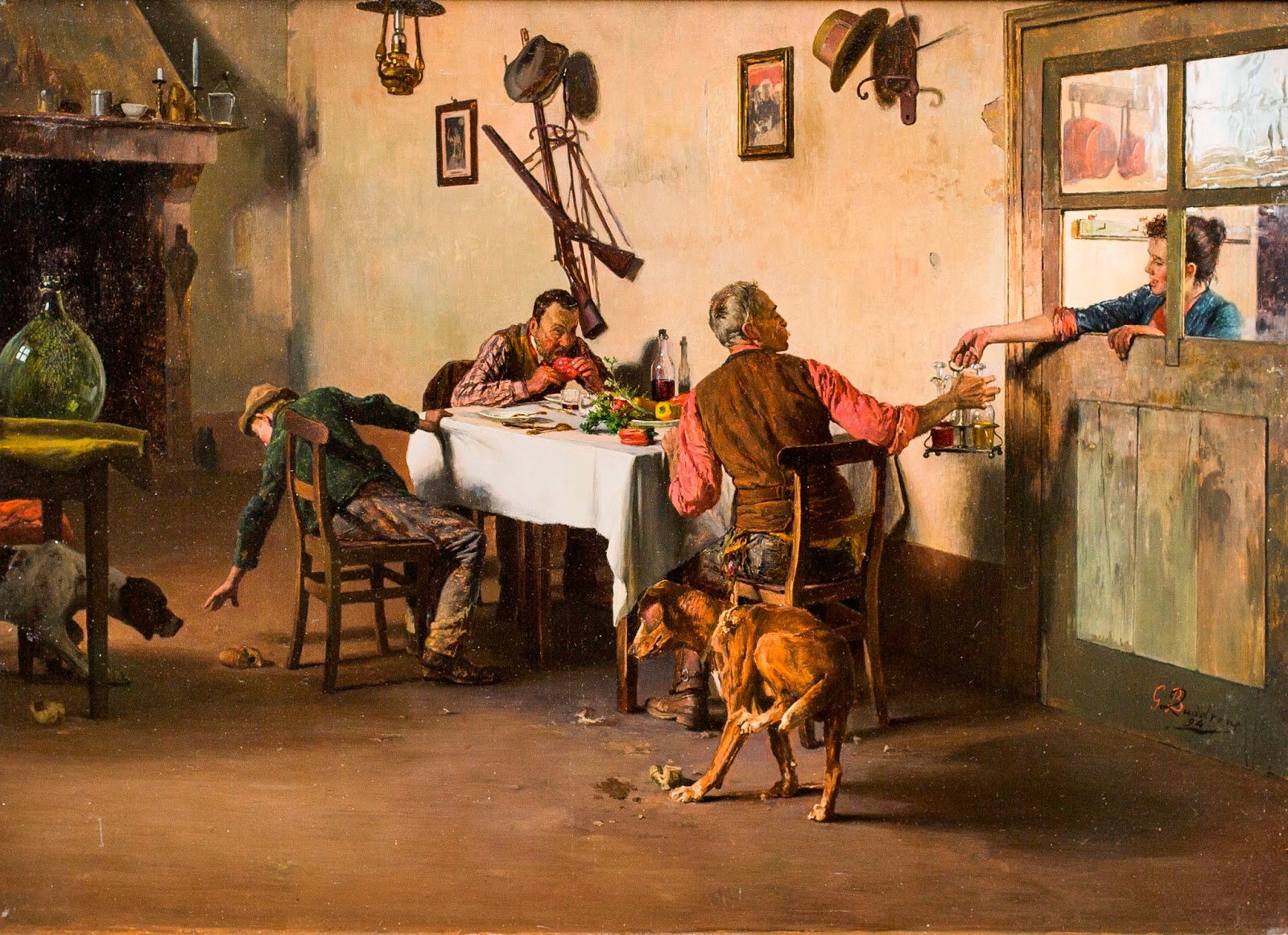
Обед охотников
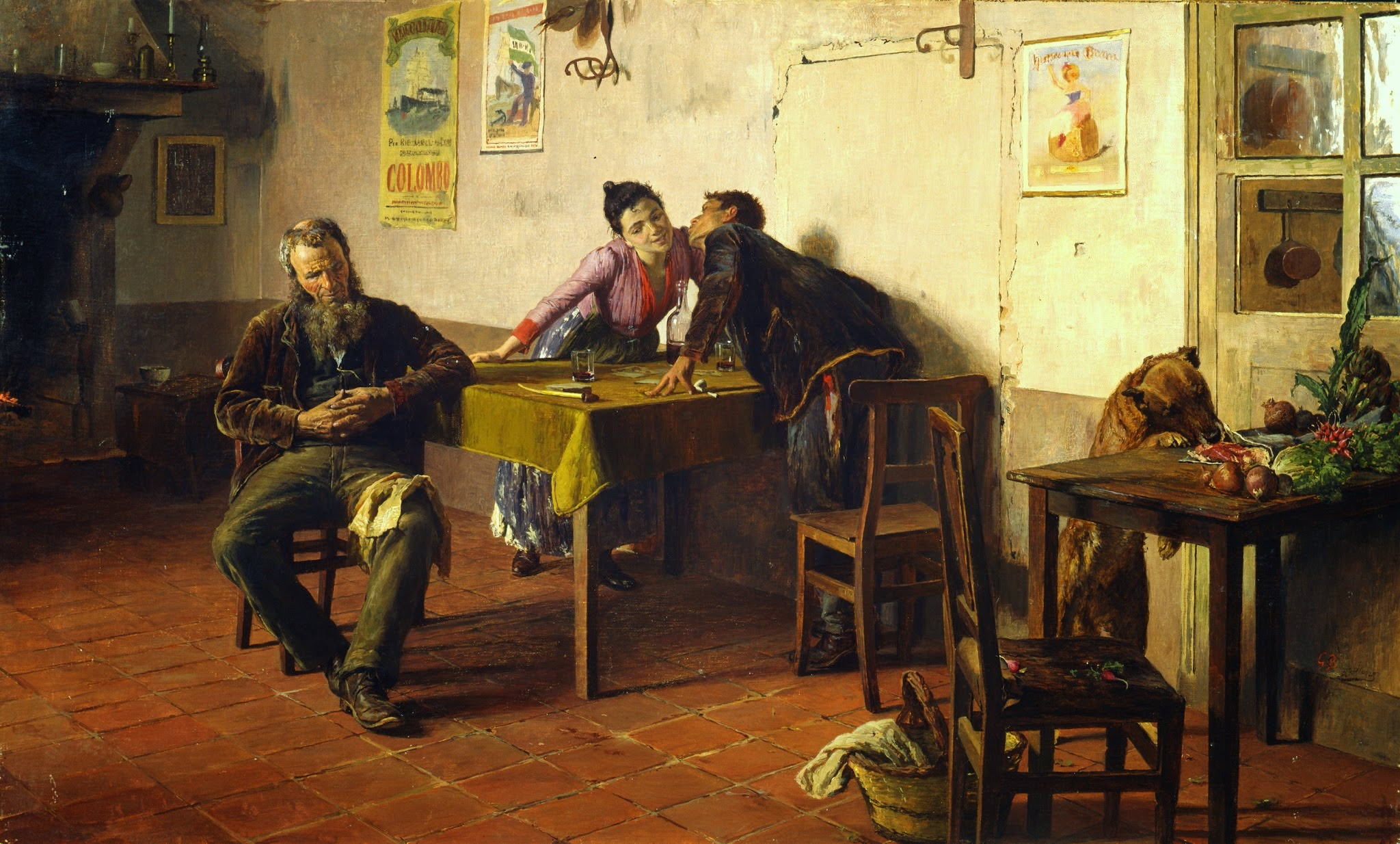
«Собачий случай» («Случай делает вора»)
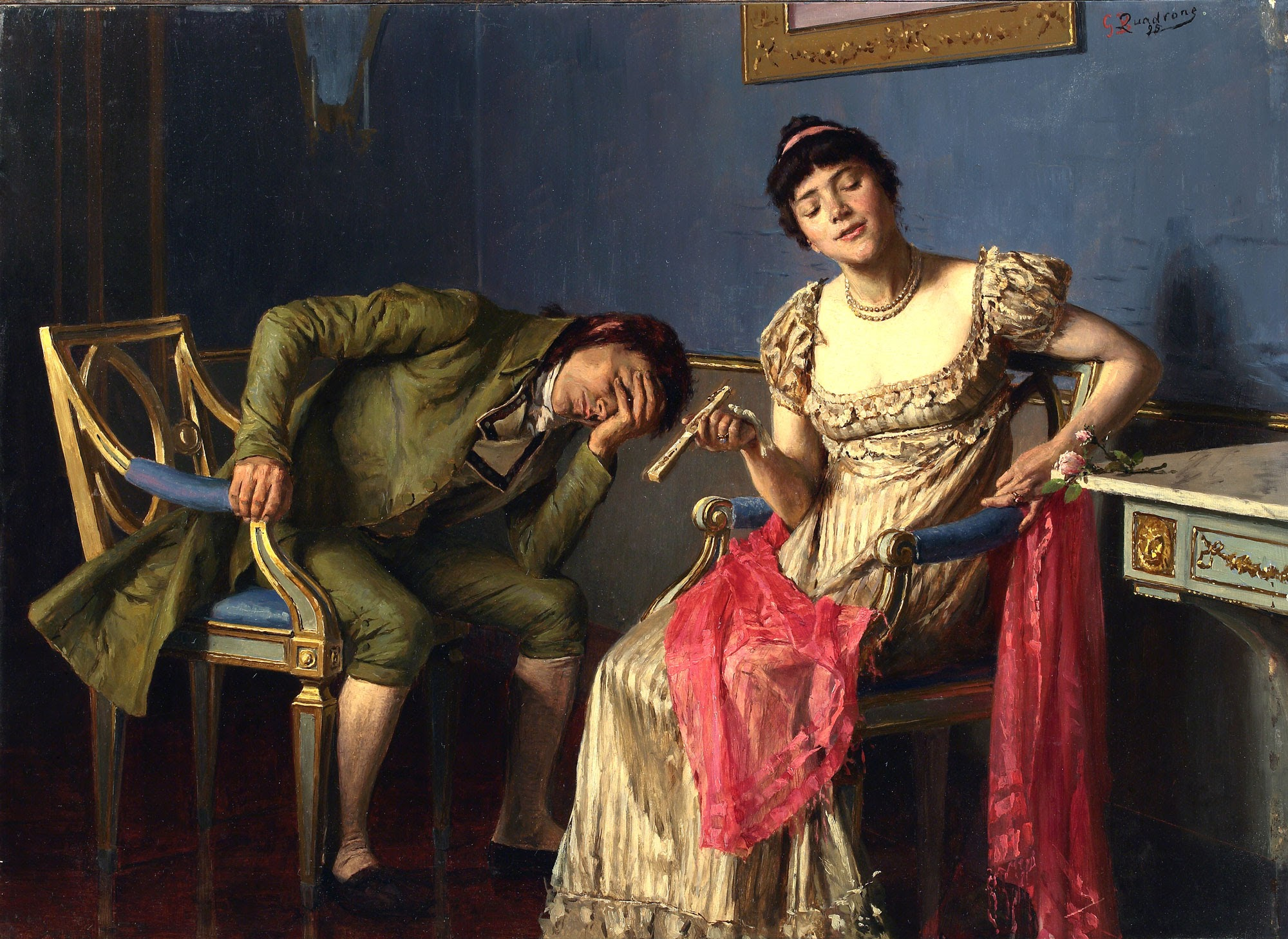
Безразличие
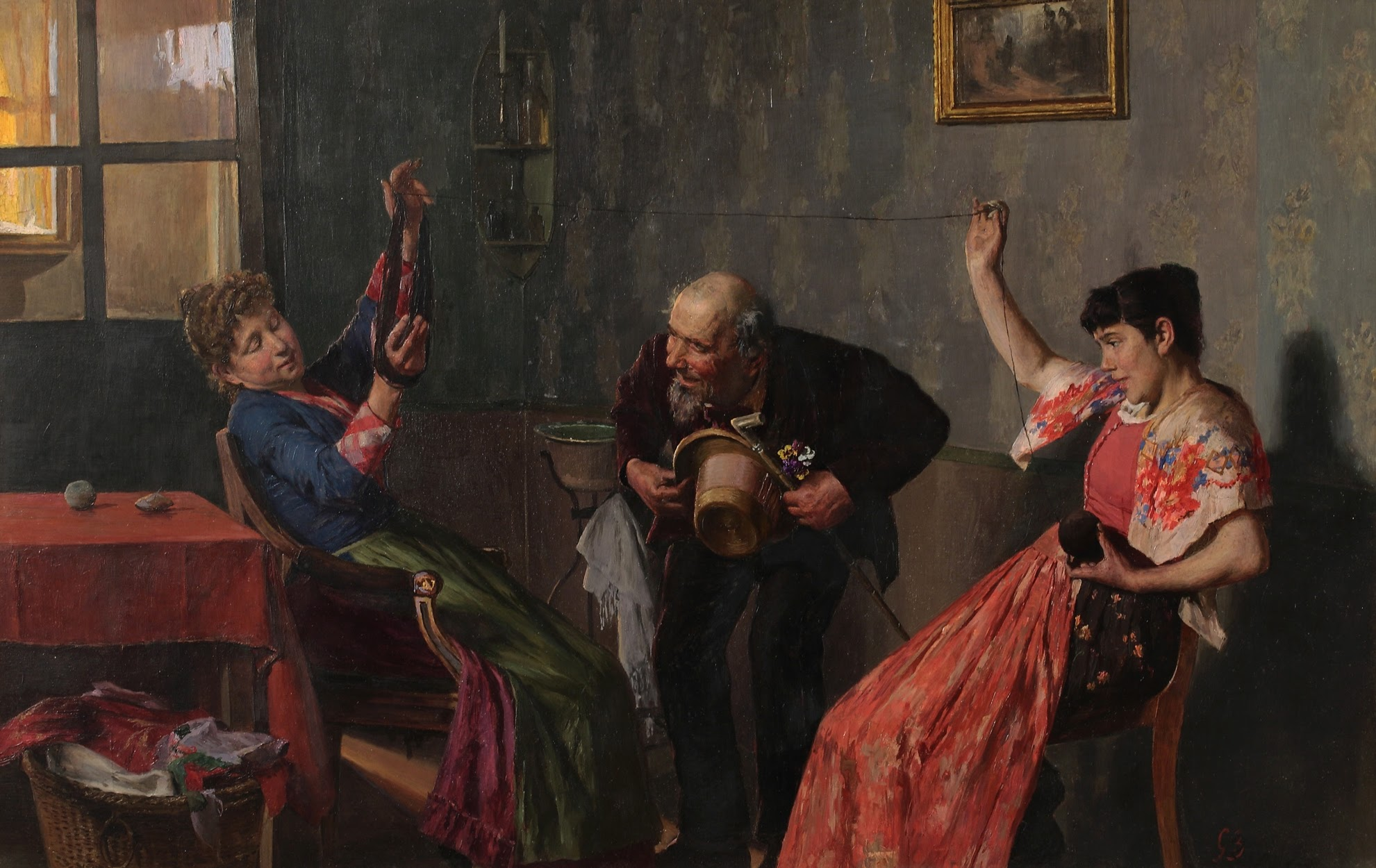
Пряжа («Низкие ворота»)
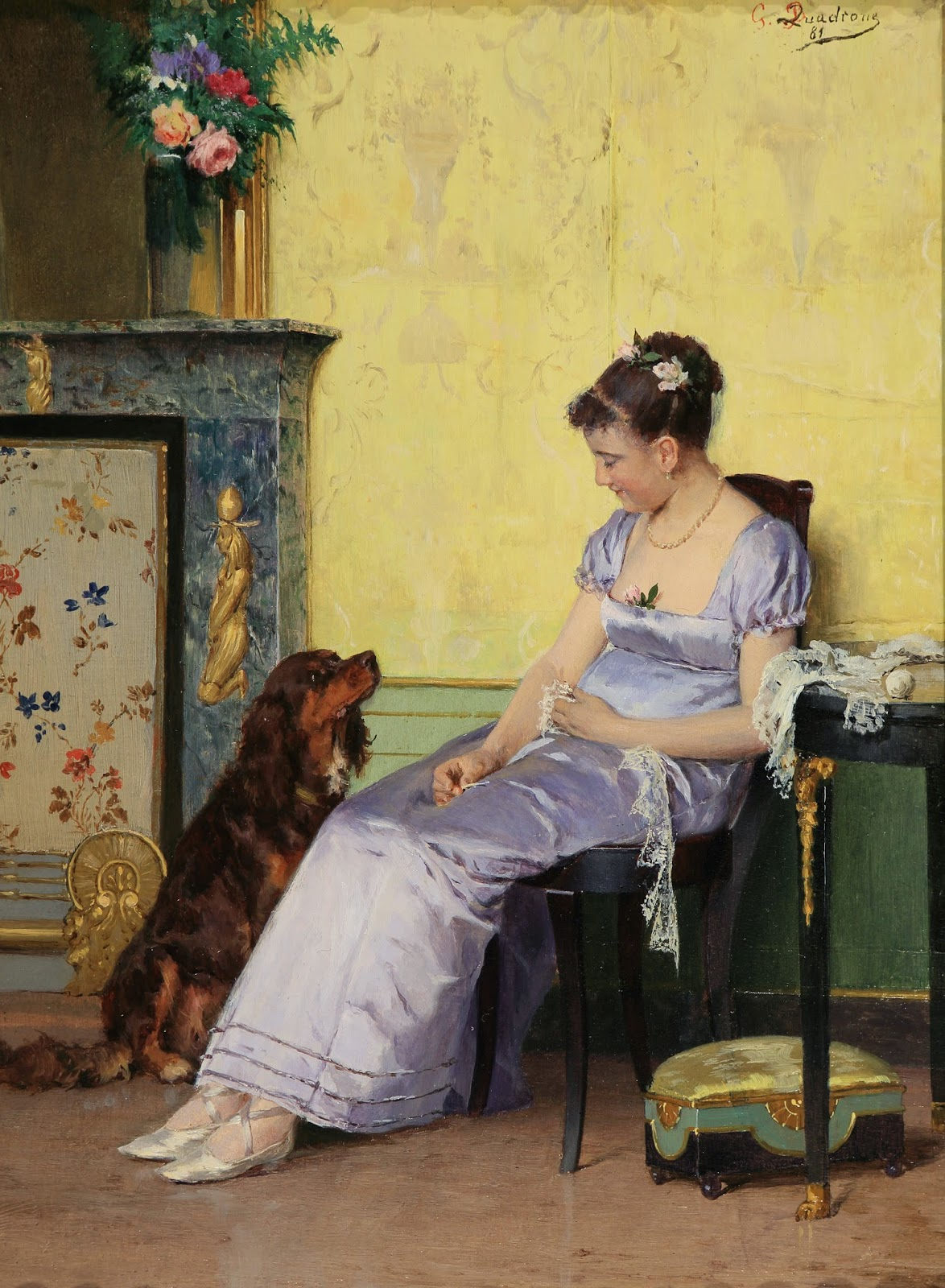
Преданный компаньон
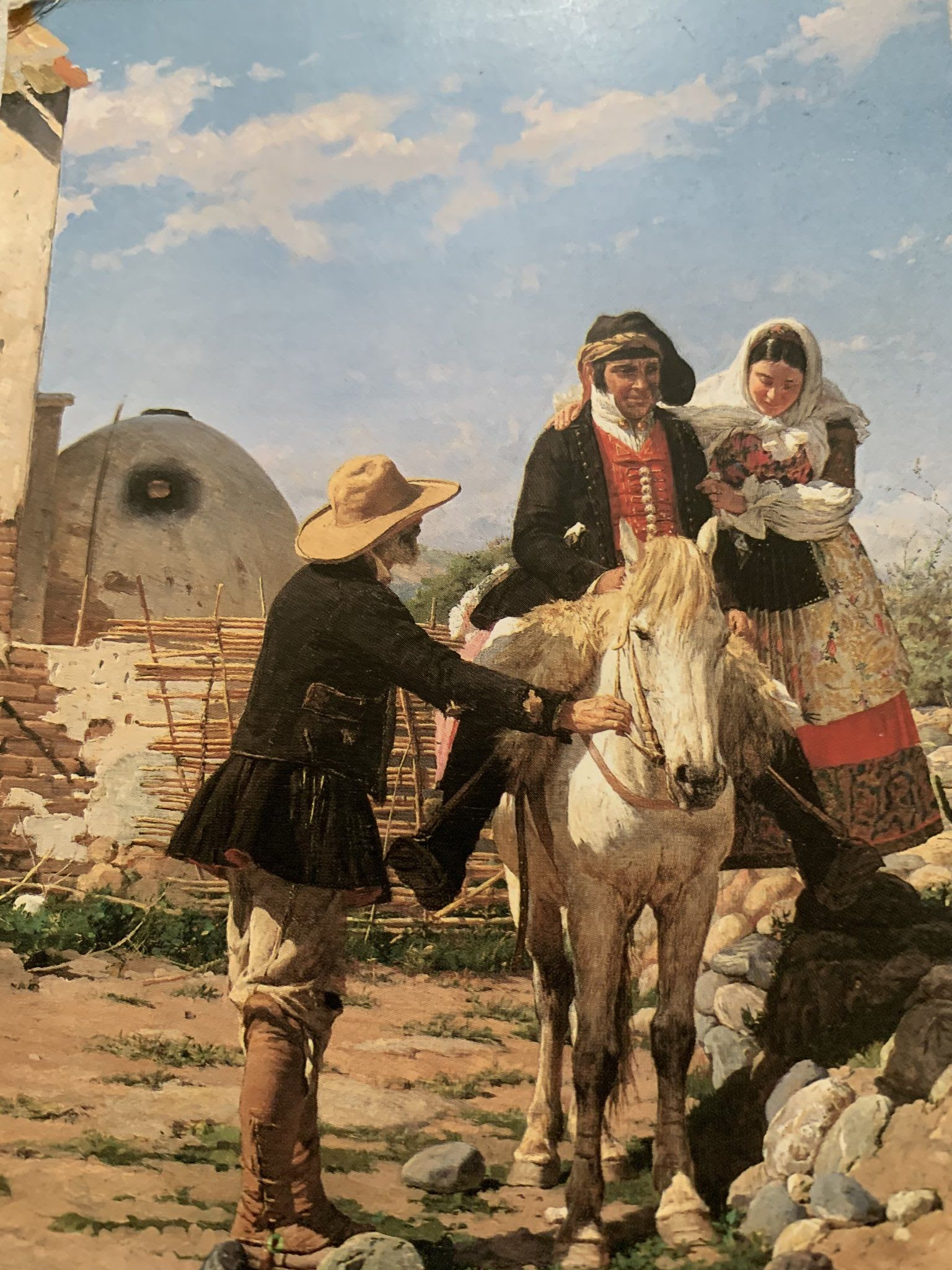
Отъезд на праздник
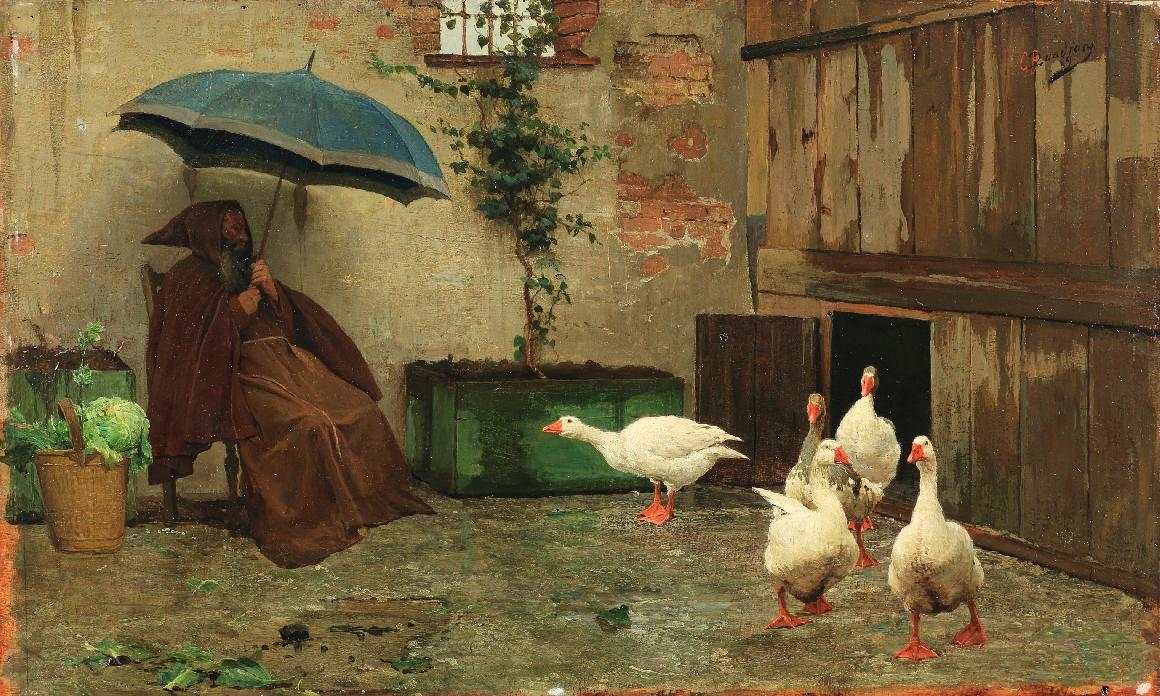
«Радости одиночества»
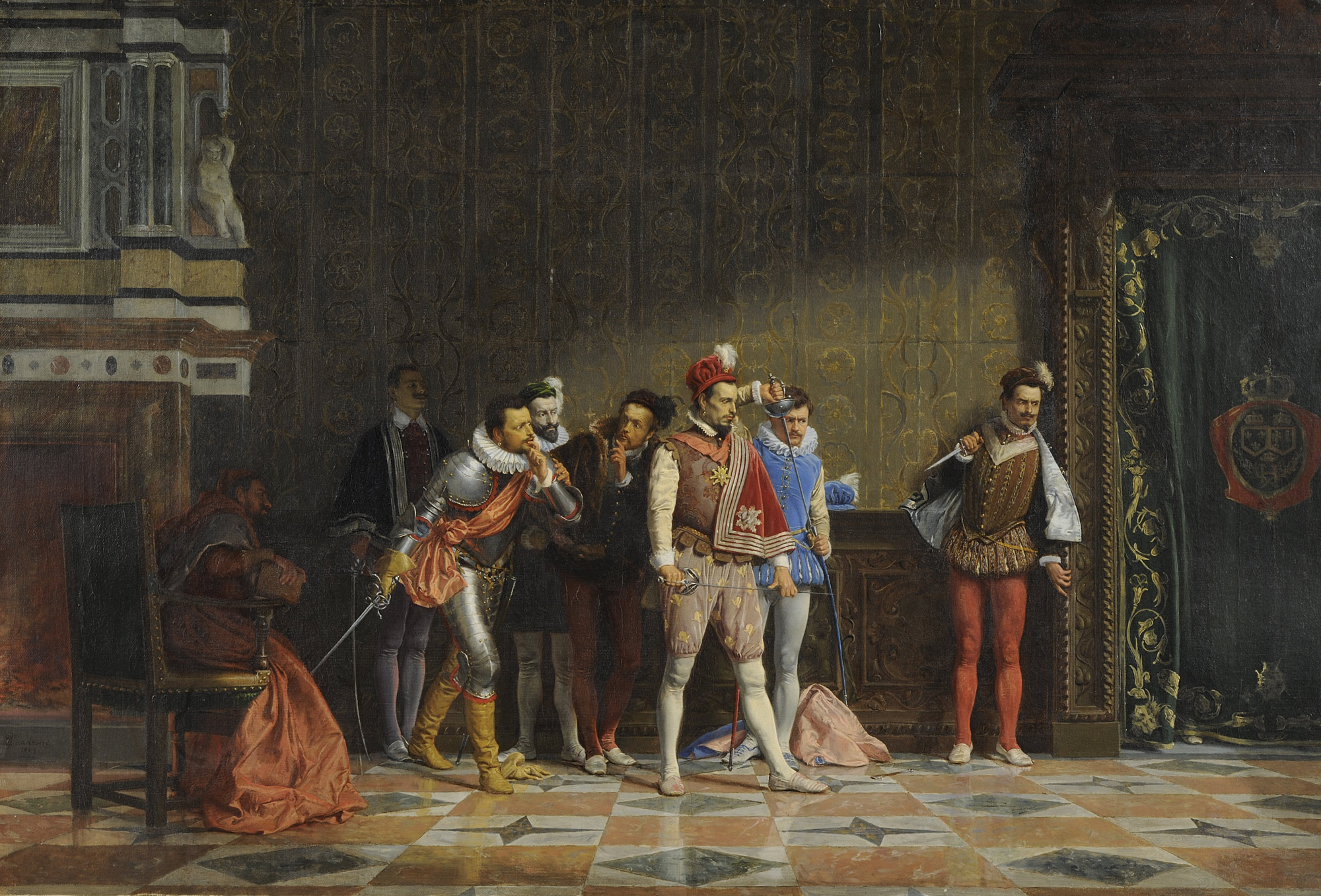
«Засада» (заговорщики готовятся к убийству Генриха Гиза)
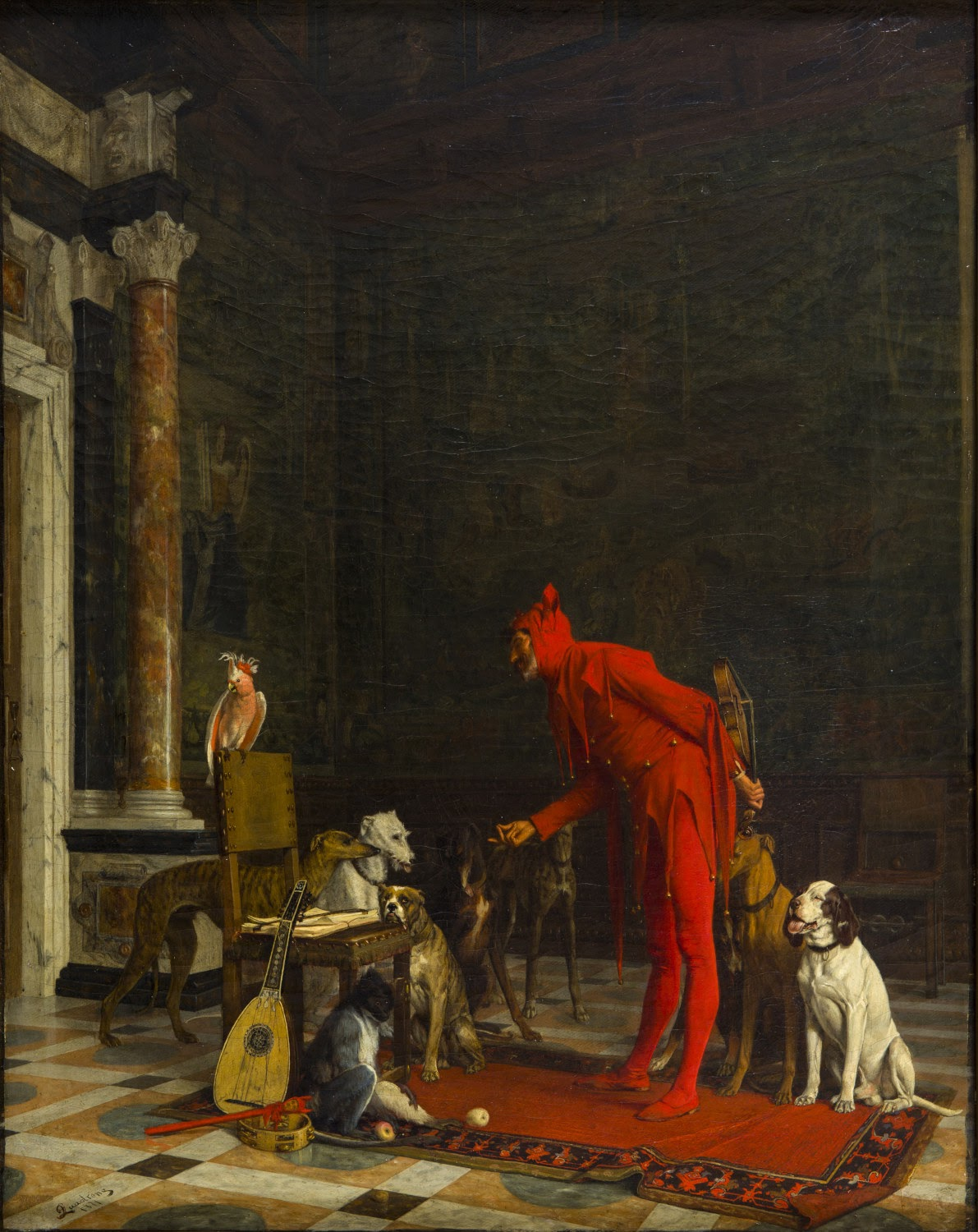
Придворный шут
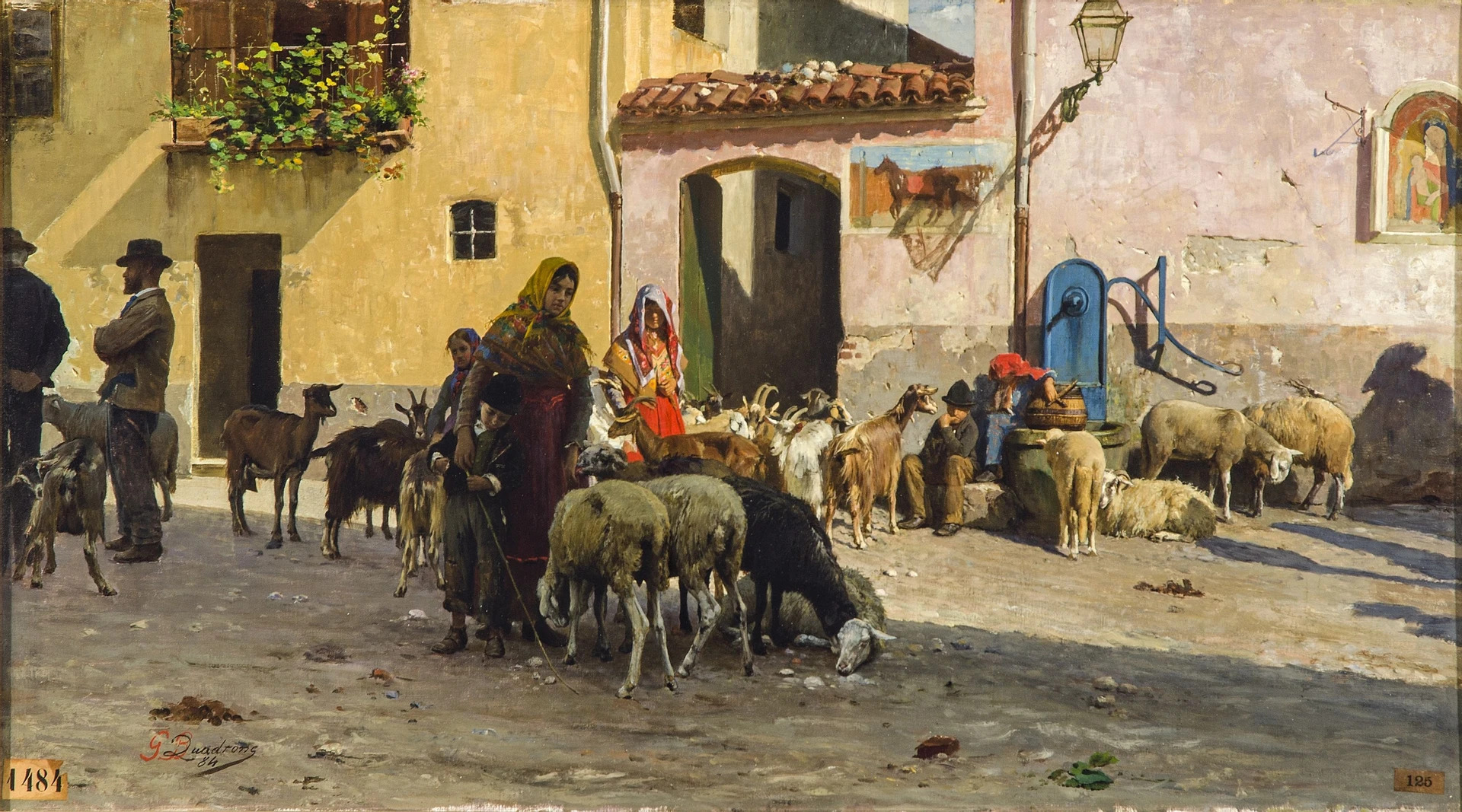
Продажа скота на утреннем рынке в Пьемонте
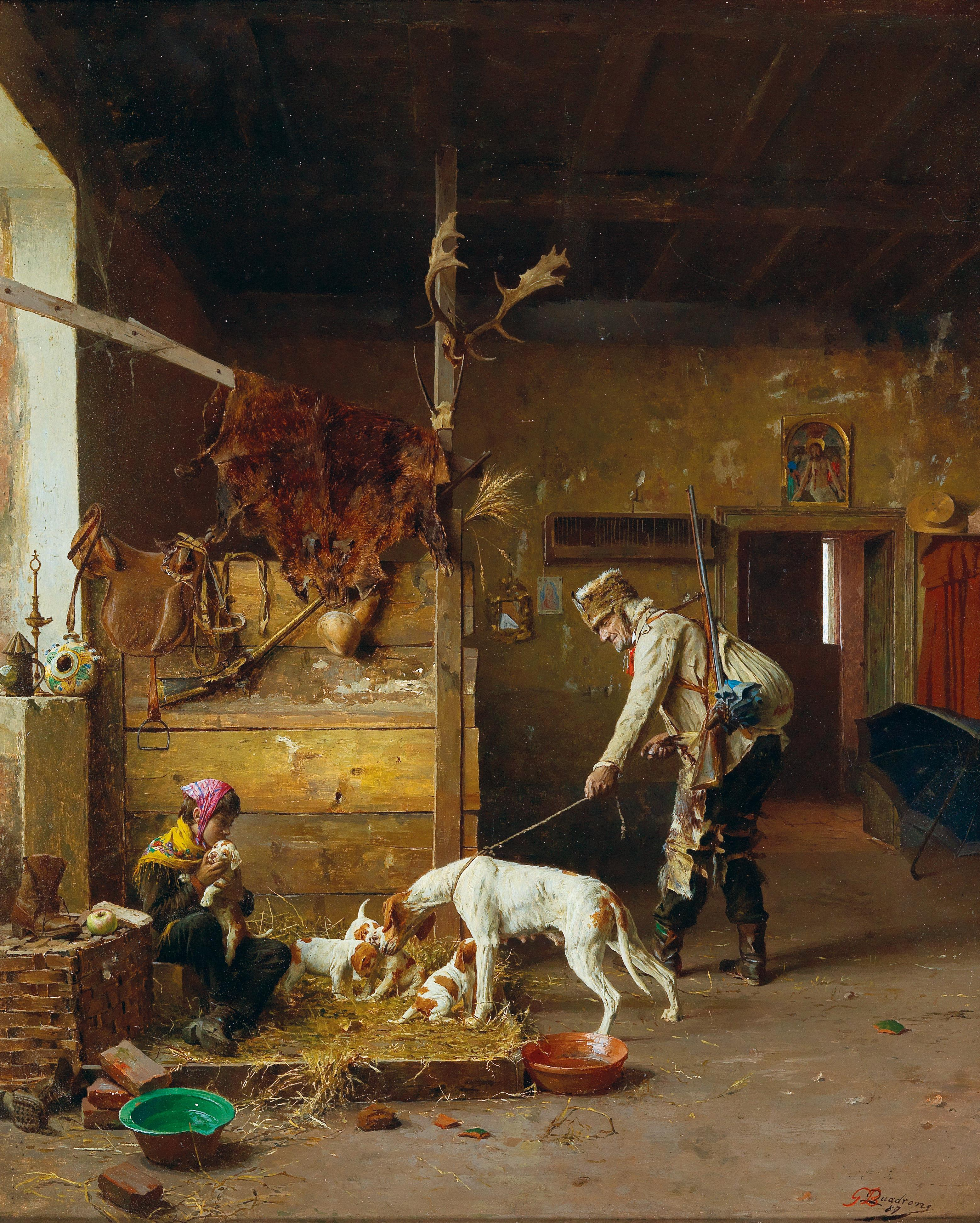
Возвращение с охоты
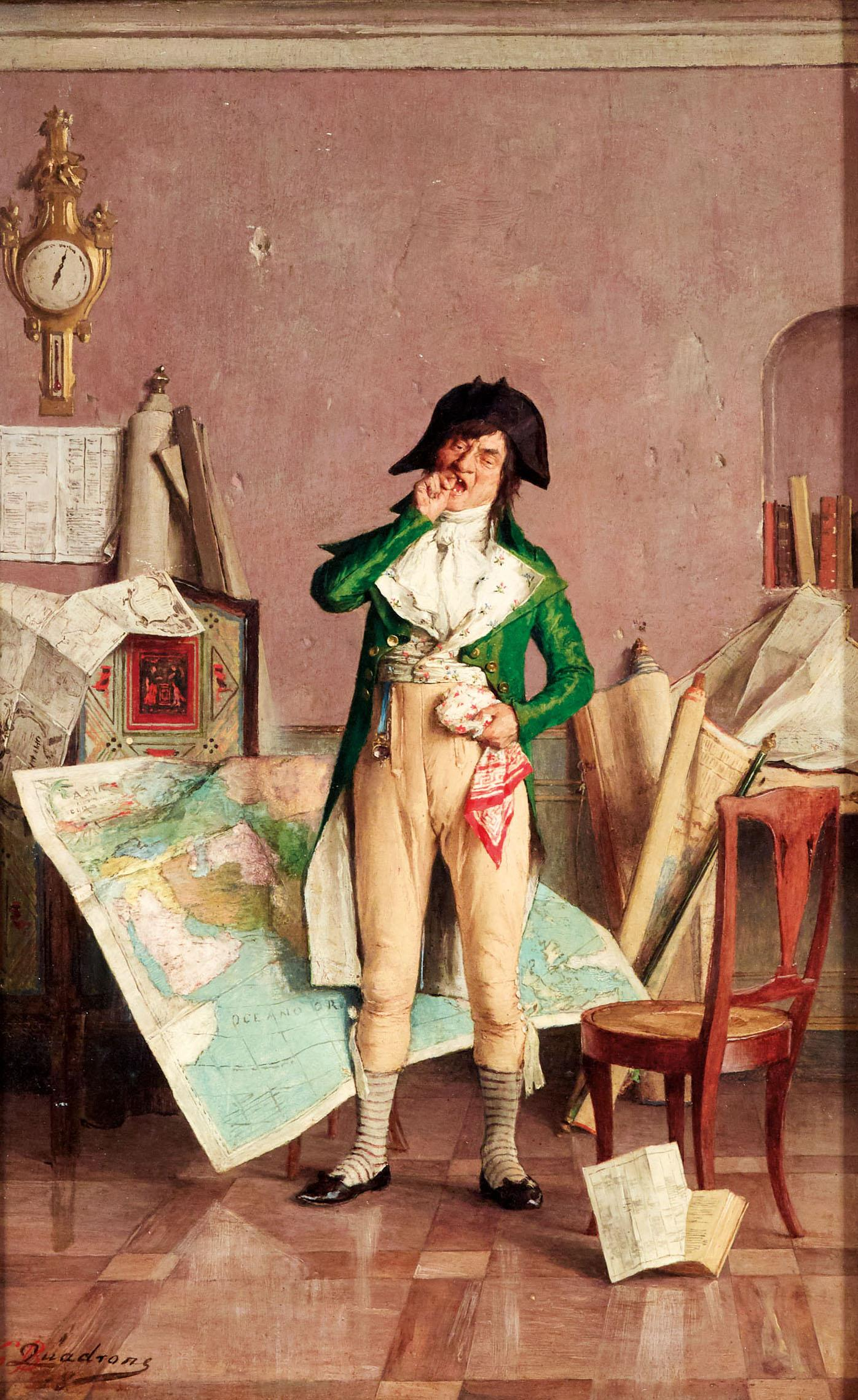
Картограф